# Blaby (district)
Blaby est un district non-métropolitain du Leicestershire, en Angleterre.
Il porte le nom du village de Blaby. Il comprend 24 paroisses civiles, dont Blaby, Cosby, Countesthorpe, Enderby, Huncote, Narborough, où se trouvent les principaux services du conseil de district, Sapcote, Stoney Stanton et Wigston Parva. La majeure partie du district fait partie de l'aire urbaine de Leicester, notamment les paroisses de Braunstone Town, Glenfield, Kirby Muxloe, Leicester Forest East et Glen Parva.
Le district tire son origine du Poor Law Union de Blaby, fondé en 1834. Il devient un district rural du Leicestershire en 1894. Oadby en est retiré en 1913 pour former un district urbain. En 1935, des portions du district sont transférées à Leicester, tandis qu'il reçoit une partie du district rural de Hinckley, qui disparaît. En 1974, le Local Government Act de 1972 transforme le district en district non-métropolitain.

## Source
- (en) Cet article est partiellement ou en totalité issu de l’article de Wikipédia en anglais intitulé « Blaby District » (voir la liste des auteurs).